# یارل همر
یارل همر (انگلیسی: Jarl Hemmer؛ ۱۸ سپتامبر ۱۸۹۳ – ۶ دسامبر ۱۹۴۴) شاعر، و مترجم اهل فنلاند بود.

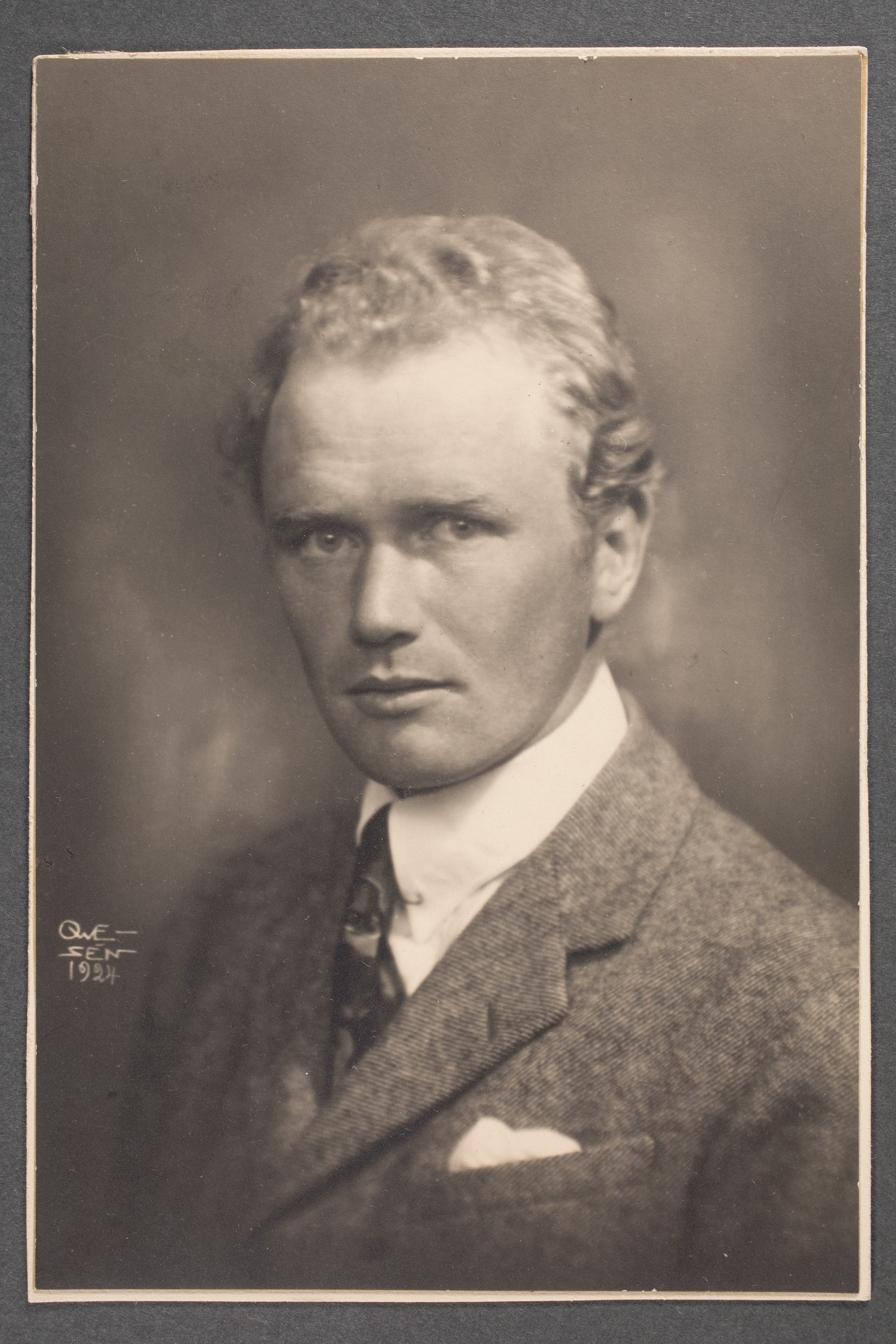
یارل همر ۱۹۲۴

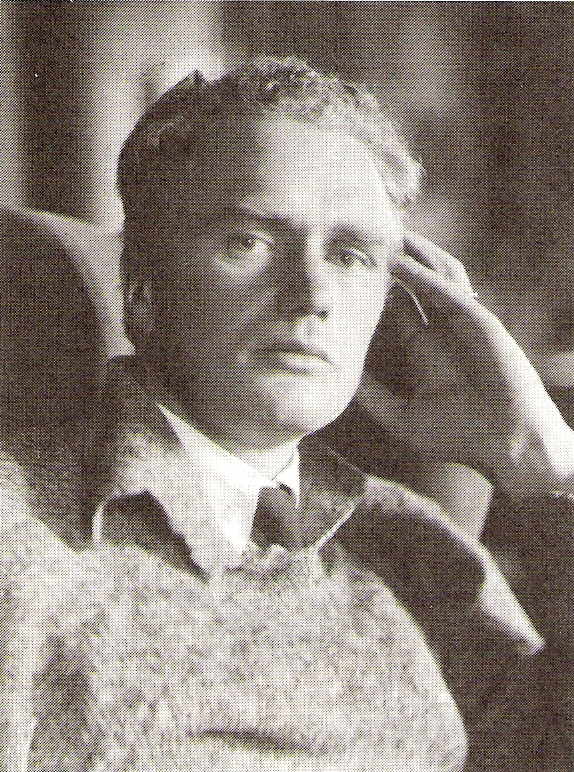
یارل همر